# Canal+ Film
Canal+ Film – dostępny w Polsce kanał spod znaku francuskiej sieci Canal+. Jest kanałem tematycznym emitującym filmy i seriale.
Kanał jest polskim odpowiednikiem francuskiego Canal+ Cinéma.

## Historia
W swojej pierwotnej formie stacja rozpoczęła nadawanie 15 listopada 1998 pod nazwą Canal+ Żółty jako kanał powtórkowy timeshift channel, w którym można było obejrzeć filmy mające wcześniej swoją premierę na głównym kanale Canal+, z przesunięciem 24-godzinnym. Od 14 kwietnia 2001 do 18 maja 2001 kanał nadawał na żywo 24-godzinną relację pierwszej polskiej edycji reality show Big Brother z 4 różnych kamer. Jednak ówczesne zapisy w koncesji uprawniały nadawcę do emisji jedynie 10% czasu antenowego miesięcznie na inne programy niż film, sport, programy dokumentalne i publicystykę. W wyniku działań podjętych przez KRRiT emisję reality show przeniesiono na Canal+ Niebieski, a Canal+ Żółty przejął jego ramówkę.
Po zakończeniu emisji reality show w Canal+ Niebieskim obydwa kanały powróciły do dawnej formy. Jednak Canal+ Żółty stał się kanałem typowo filmowym i otrzymał niezależną ramówkę, pozostając w dalszym ciągu kanałem powtórkowym. Pierwsza powtórka nadawana jest zawsze jeszcze w dniu premiery, tyle że późnym wieczorem. 12 marca 2004 kanał zmienił nazwę na Canal+ Film.
1 lipca 2007 uruchomiono wersję HDTV kanału. Canal+ Film HD to kanał nadawany w jakości Full HD 1080i, którego program jest retransmisją standardowego Canal+ Film w czasie rzeczywistym. Jest pierwszym kanałem z pakietu Canal+ nadawanym w wysokiej rozdzielczości obrazu i dźwięku.
Od 5 kwietnia 2013 roku w wyniku fuzji platform Cyfra+ i n, doszło do przeniesienia praw filmowych z pakietu nPremium na kanały Canal+. Od tego dnia nadal znaczną część ramówki Canal+ Film stanowią powtórki, ale na antenie stacji emitowane są również pozycje premierowe. Stacja zmodyfikowała także swoje logo. Od teraz człon „film” napisany jest na niebieskim tle, tym samym po raz pierwszy w historii odstąpiono od jaśniejszej barwy (dotychczas niebieską barwę nosiło logo Canal+ Sport).
Kanał dostępny jest na cyfrowej platformie satelitarnej Canal+ oraz w wybranych sieciach telewizji kablowej jako kanał dodatkowo płatny (tzw. opcja CANAL+).
Do 31 marca 2009 roku stacja nadawała w godzinach 8.30-6.00. Od 1 kwietnia 2009 do 29 października 2010 roku stacja nadawała w godzinach 8.20-6.00 lub 8.20-7.00. Od 30 października 2010 do 8 lipca 2012 roku kanał nadawał w godzinach 7.00-6.00 lub całodobowo. Od 9 lipca 2012 do 4 kwietnia 2013 roku stacja ponownie nadawała w godzinach 8.20-6.00 lub 8.20-7.00. Od 5 kwietnia 2013 roku stacja nadaje Całodobowo.